# Стефан Лъхчиев
Стефан Лъхчиев е бивш български спортист - футболист, защитник. Играл е за различни клубове, сред които Локомотив (Горна Оряховица) (1975 – 1978), Локомотив (София) (1978 – 1979), Етър (1979 – 1987), Лесичери (1994 – 1995) и в Омония (Никозия). Има 231 мача и 14 гола в А група (203 мача с 12 гола за Етър и 28 мача с 2 гола за Локомотив Сф). Бронзов медалист през 1979 с Локомотив (Сф), печели 3 място в турнира за Купата на НРБ през 1986 г. с Етър. Бивш капитан на Етър. Има 4 мача за А националния отбор. За Локомотив (Сф) има 2 мача в турнира за Купата на европейските шампиони.
Бил е треньор на „Росица“ (Поликраище).